# Cneorhinus
Cneorhinus är ett släkte av skalbaggar. Cneorhinus ingår i familjen vivlar.

## Dottertaxa tillCneorhinus, i alfabetisk ordning[1]
- Cneorhinus affinis
- Cneorhinus albicans
- Cneorhinus albiguttulus
- Cneorhinus albinus
- Cneorhinus alternans
- Cneorhinus amplicollis
- Cneorhinus angulicollis
- Cneorhinus angusticollis
- Cneorhinus angustus
- Cneorhinus antoinei
- Cneorhinus argentatus
- Cneorhinus argentifer
- Cneorhinus barcelonicus
- Cneorhinus baulnyi
- Cneorhinus bellieri
- Cneorhinus bletoni
- Cneorhinus boviei
- Cneorhinus bulgaricus
- Cneorhinus carinirostris
- Cneorhinus consentaneus
- Cneorhinus cordicollis
- Cneorhinus cordubensis
- Cneorhinus coryli
- Cneorhinus cristatus
- Cneorhinus crucifer
- Cneorhinus crucifrons
- Cneorhinus cuprescens
- Cneorhinus diecki
- Cneorhinus dispar
- Cneorhinus escorialensis
- Cneorhinus exaratus
- Cneorhinus faber
- Cneorhinus fossulatus
- Cneorhinus geminatus
- Cneorhinus globatipennis
- Cneorhinus globosus
- Cneorhinus graellsi
- Cneorhinus grandis
- Cneorhinus granicollis
- Cneorhinus gravis
- Cneorhinus gypsiventer
- Cneorhinus herrerai
- Cneorhinus heydeni
- Cneorhinus hispanicus
- Cneorhinus hispanus
- Cneorhinus hispidus
- Cneorhinus hustachei
- Cneorhinus hypocyanus
- Cneorhinus illibatus
- Cneorhinus impressipennis
- Cneorhinus innocuus
- Cneorhinus languidus
- Cneorhinus lateralis
- Cneorhinus limbatus
- Cneorhinus lituratus
- Cneorhinus ludificator
- Cneorhinus marmoratus
- Cneorhinus maroccanus
- Cneorhinus martini
- Cneorhinus meleagris
- Cneorhinus meridionalis
- Cneorhinus modestus
- Cneorhinus mysargirides
- Cneorhinus nodosus
- Cneorhinus nodulipennis
- Cneorhinus oblongus
- Cneorhinus obscurus
- Cneorhinus oxyops
- Cneorhinus paulinoi
- Cneorhinus peruvianus
- Cneorhinus pictus
- Cneorhinus plagiatus
- Cneorhinus plumbeus
- Cneorhinus porcellus
- Cneorhinus prodigus
- Cneorhinus pubescens
- Cneorhinus pyriformis
- Cneorhinus quadrilineatus
- Cneorhinus quinquecarinatus
- Cneorhinus roudieri
- Cneorhinus rugosicollis
- Cneorhinus setarius
- Cneorhinus siculus
- Cneorhinus similaris
- Cneorhinus spinimanus
- Cneorhinus spinipes
- Cneorhinus squamulata
- Cneorhinus squamulatus
- Cneorhinus stigmatipennis
- Cneorhinus stygmatipennis
- Cneorhinus subsulcatus
- Cneorhinus sulcifrons
- Cneorhinus tarsalis
- Cneorhinus tingitanus
- Cneorhinus tomentosus
- Cneorhinus tubericollis
- Cneorhinus tumidus
- Cneorhinus viridanus
- Cneorhinus viridimetallicus